# 1000-ні
Початок Високого Середньовіччя •  Епоха вікінгів •  Золота доба ісламу •  Реконкіста •  Київська Русь

## Події
- У Києві правив князь Володимир, його сини й уже внуки мали посади в Полоцьку, Турові, Ростові, Тмутаракані.

- Візантійський василевс Василій II Болгаробійця упродовж десятиліття відтіснив болгар на територію сучасних Македонії та Албанії.

- Стефан I Святий очолював Королівство Угорщина, подолавши супротив язичницької знаті.

- 1002 року помер імператор Священної Римської імперії Оттон III. Після короткого періоду боротьби за владу новим правителем імперії став Генріх II. Розпочалася війна імперії з Польщею. Польща, яку очолював Болеслав I Хоробрий, 1003 року захопила Богемію, але війська Генріха II вибили поляків з Праги й відновили свій сюзеренітет.

- 1002 року в Англії відбулася різанина у день Святого Брайса — масове винищення данів. Як наслідок данські вікінги розпочали серію походів на англійське королівство. Король Етельред Нерозумний пробував купити в них мир, виплачуючи так звані данські гроші, але все ж до кінці десятиліття дани захопили велику частину Англії.

- Французький король Роберт II Побожний здійснив спробу підкорити собі Бургундію, але успіхи його були тільки частковими.

- Почався розбрат у Кордовському халіфаті, який згодом призведе до його роздроблення на окремі емірати.

- Венеція отримала значні перемоги над хорватськими і арабськими піратами й встановила міцне домінування в Адріатичному морі.

- У Хорасані домінувала Газневідська держава на чолі з Махмудом Газневі. Газневіди окупували Пенджаб.

- Кидані упродовж десятиліття провели наступ на землі династії Сун, змусивши її виплачувати данину. 1010 року вони також захопили корейську столицю Кесон.

- 1003 — кінець понтифікату Папи Сильвестра II;
- 1003 — понтифікат Папи Іоанна XVII;
- 1004–1009 — понтифікат Папи Іоанна XVIII;
- 1009 — початок понтифікату Папи Сергія IV
- Близько 1000 — вікінг Ерік Рудий відкрив острів Гренландія і деякі прибережні райони Північної Америки

## Культура
- Фірдоусі завершив написання «Шах-наме».
- Мурасакі Сікібу написала «Ґендзі моноґатарі».
- Завершилося будівництво храму Брахідеешварар у Південній Індії.